# ترانزستور الأثر الحقلي المستشعر الحيوي

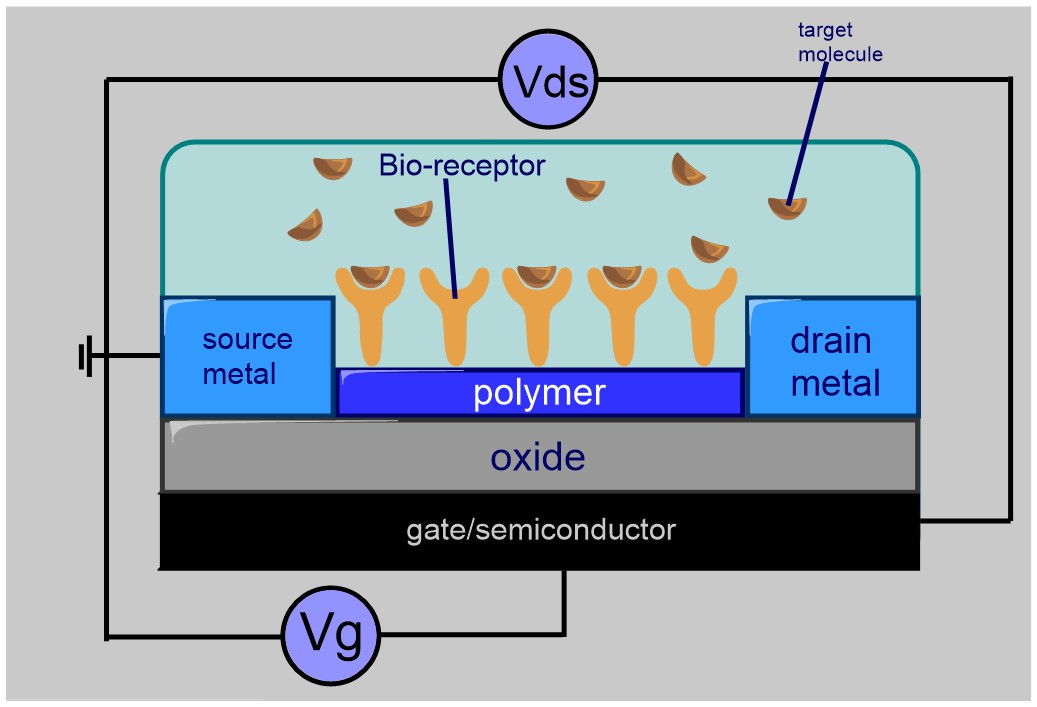
في BioFET نموذجي، تفصل طبقة عازلة كهربيًا وكيميائيًا (على سبيل المثال ثنائي أكسيد السيليكون) محلول التحليل عن جهاز أشباه الموصلات. تُستخدم طبقة البوليمر، الأكثر شيوعًا APTES، لربط السطح كيميائيًا بمستقبل خاص بالتحليل (مثل بيوتين أو جسم مضاد). عند ربط المادة التحليلية، تحدث تغيرات في الجهد الكهروستاتيكي على سطح طبقة عازل الإلكتروليت، مما يؤدي بدوره إلى تأثير البوابة الكهروستاتيكية لجهاز أشباه الموصلات، وتغير قابل للقياس في التيار بين المصدر وإلكترودات التصريف.

ترانزستور الأثر الحقلي المستشعر الحيوي، هو جهاز استشعار حيوي ذو تأثير ميداني قائم على الترانزستور ذات التأثير الميداني، والمعروف أيضًا باسم ترانزستور تأثير المجال الحيوي (Bio-FET أو BioFET)، أو مستشعر التأثير الميداني (FEB)، أو المستشعر الحيوي MOSFET، هو حقل -ترانزستور ذو تأثير (يعتمد على بنية MOSFET) والذي يتم تحديده من خلال التغيرات في الجهد السطحي الناجم عن ارتباط الجزيئات. عندما ترتبط الجزيئات المشحونة، مثل الجزيئات الحيوية، ببوابة FET، والتي عادةً ما تكون مادة عازلة للكهرباء، يمكنها تغيير توزيع شحنة مادة أشباه الموصلات الأساسية مما يؤدي إلى تغيير في توصيل قناة FET. يتكون Bio-FET من جزأين رئيسيين: أحدهما هو عنصر التعرف البيولوجي والآخر هو ترانزستور التأثير الميداني. يعتمد هيكل BioFET إلى حد كبير على ترانزستور تأثير المجال الحساس للأيونات (ISFET)، وهو نوع من ترانزستور تأثير المجال من أكسيد المعادن وأشباه الموصلات (MOSFET) حيث يتم استبدال البوابة المعدنية بغشاء حساس للأيونات ومحلول إلكتروليت وقطب مرجعي.

## آلية العمل
تقوم Bio-FETs بربط جهاز الترانزستور بطبقة حساسة بيولوجيًا يمكنها تحديد الجزيئات الحيوية مثل الأحماض النووية والبروتينات. يتكون نظام Bio-FET من ترانزستور تأثير مجال أشباه الموصلات الذي يعمل محول إشارة مفصولة بطبقة عازلة (على سبيل المثال SiO2) من عنصر التعرف البيولوجي (على سبيل المثال، المستقبلات أو جزيئات المسبار) التي تكون انتقائية للجزيء المستهدف المسمى الحليلة. بمجرد أن يرتبط التحليل بعنصر التعرف، يتغير توزيع الشحنة على السطح مع التغيير المقابل في جهد السطح الكهروستاتيكي لأشباه الموصلات. هذا التغيير في الجهد السطحي لأشباه الموصلات يعمل مثل جهد البوابة في MOSFET التقليدي، أي تغيير كمية التيار الذي يمكن أن يتدفق بين المصدر وإلكترودات التصريف. يمكن قياس هذا التغيير في التيار (أو مقاومة وموصلية كهربائية)، وبالتالي يمكن الكشف عن ارتباط التحليل. تعتمد العلاقة الدقيقة بين تركيز التيار والتحليل على منطقة تشغيل الترانزستور.